# 大寨街道
大寨街道，是中华人民共和国陕西省咸陽市杨陵区下辖的一个街道办事处。
大寨街道原为大寨乡。2015年，陕西省民政厅批复同意撤销大寨镇，设立大寨街道办事处；将原大寨镇的孟寨、蒋家寨、周李、官村等4个村划归五泉镇；将杨陵街道办事处的梁氏窑村、康乐西路社区划归大寨街道办事处。

## 行政区划
大寨街道下辖以下地区：
康乐西路社区、梁氏窑社区、寨东村、寨西村、西小寨村、陈沟村、黎沟村、杜寨村、东卜村、西卜村和南卜村。